# Mihail Nikolajevič Rilejev
Mihail Nikolajevič Rilejev (rusko Михаил Николаевич Рылеев), ruski general, * 1771, † 1831.
Bil je eden izmed pomembnejših generalov, ki so se borili med Napoleonovo invazijo na Rusijo; posledično je bil njegov portret dodan v Vojaško galerijo Zimskega dvorca.

## Življenje
Januarja 1785 je vstopil v rusko konjenico; 1. januarja 1794 je bil s činom stotnika dodeljen v Moskovski grenadirski polk. Nato je postal bataljonski poveljnik v Sibirskem grenadirskem polku; leta 1804 je bil poslan na Jonske otoke z namenom, da utrdi ruske garnizije. Naslednje leto je odpotoval v Italijo, nato pa se je leta 1806 vrnil v Rusijo.
31. januarja 1807 je bil imenovan za poveljnika Sibirskega grenadirskega polka, s katerim se je udeležil rusko-turške vojne. Zaradi prejete rane je bil 4. maja 1808 premeščen v Ahtiarski garnizijski bataljon. 1. januarja 1810 je postal poveljnik Smolenskega mušketirskega polka; slednji je bil 22. februarja 1811 preoblikovan v pehotni polk.
30. avgusta 1811 je bil povišan v polkovnika in 29. maja 1812 je bil imenovan za poveljnika Koporjevskega pehotnega polka, a je ostal poveljnik Smolenskega pehotnega polka ter istočasno prevzel poveljstvo 1. brigade 12. pehotne divizije. Julija 1812 je bil huje ranjen, tako da je moral okrevati kar leto in pol. 
Car Aleksander I. Ruski ga je 16. decembra 1812 povišal v generalmajorja in leta 1814 je postal poveljnik Dresdna. Po vojni je postal poveljnik 25. pehotne divizije, nato pa je 22. julija 1816 postal poveljnik 13. pehotne divizije.
Od 11. septembra 1816 je poveljeval različnim brigadam v 13. pehotni diviziji. Leta 1820 pa je postal poveljnik vojaških naselij v Mogilevski provinci. 19. marca 1826 je bil povišan v generalporočnika. 
Od 22. marca 1829 do smrti je bil vojaški poveljnik Novgoroda.